# Organizowanie Społeczności Lokalnej
Organizowanie Społeczności Lokalnej (OSL) – odwołujący się do założeń aksjonormatywnych komunitaryzmu model środowiskowej pracy socjalnej pozwalający w praktyce, systemowo podejmować działania aktywizujące i usamodzielniające, pomagające osobom wykluczonym i całym społecznościom na nowo włączyć się do życia społecznego.
Model został przygotowany przez Centrum Wspierania Aktywności Lokalnej oraz Instytut Spraw Publicznych. Zakłada, że sama pomoc finansowa dla osób znajdujących się w trudnej sytuacji życiowej jest niewystarczająca, a poprawienie ich kompetencji jest możliwe w drodze aktywizacji potencjału własnego mieszkańców danego rejonu (społeczności lokalnej). 
Model odpowiada założeniom ustaw oraz dokumentów regulujących funkcjonowanie obszaru pomocy społecznej. Zakłada, że pomoc musi zostać oparta na zmianach w lokalnych społecznościach, w których żyją osoby doświadczające problemów. Postuluje zmiany także w strukturze organizacyjnej ośrodków pomocy społecznej oraz nowatorskie podejście do strategicznych dokumentów formułowanych na poziomie gmin. Zakłada wypracowanie zmian w materii prawa, które reguluje funkcjonowanie systemu pomocy społecznej. Reorganizuje też rolę pracownika socjalnego, który nie ma być „rozdawcą pieniędzy”, ale animatorem, mediatorem i politykiem społecznym. Organizatorzy społeczności lokalnych w terenie pracować mają z całymi społecznościami, a zwłaszcza z tymi ich częściami, które są najbardziej zmarginalizowane. Jednostki mają się stać partnerami w działaniach, a nie klientami pomocy, grupy zaś z odbiorców pomocy mają się przeistoczyć w środowiska będące w stanie własnymi siłami przezwyciężać trudności. Rolą organizatora ma być wspieranie w tych działaniach, aż do czasu uzyskania przez społeczności zdolności samodzielnego funkcjonowania. W myśl modelu istotne jest również takie zorganizowanie społeczności, by zaistniałe wcześniej, jak i nowe problemy nie nawracały w przyszłości. W procesie budowane są sieci współpracy oraz różnego rodzaju struktury lokalne, które wspierają rozwój danych społeczności.